# Hans-Volkmar Herrmann
Hans-Volkmar Herrmann (* 18. Februar 1922 in Rostock; † 23. Dezember 1998 in Köln) war ein deutscher Klassischer Archäologe.

## Leben
Nach vierjährigem Kriegsdienst und dem Studium der Klassischen Archäologie, Klassischen Philologie und Alten Geschichte wurde er 1951 bei Max Wegner an der Universität Münster promoviert. Seit 1952 war er Mitarbeiter der  Olympiagrabung. Im Jahre 1953 fand er auf einem bereits 1940 entdeckten Helmfragment die Weiheinschrift MILTIADES ANETHEKEN TOI DI = Miltiades hat (diesen Helm) dem Zeus geweiht. 1953/54 erhielt er das Reisestipendium des Deutschen Archäologischen Instituts, von 1956 bis 1959 war er wissenschaftlicher Referent an der Abteilung Athen des Deutschen Archäologischen Institut, anschließend Assistent an der Universität Tübingen. 1964 wurde er dort habilitiert. 1969 wurde er Professor in Regensburg, 1973 in Köln, wo er bis zu seiner Emeritierung 1987 lehrte. Bis zu seinem Tod schrieb er weiter zahlreiche Aufsätze und Beiträge in Sammelwerken und Enzyklopädien sowie Rezensionen.

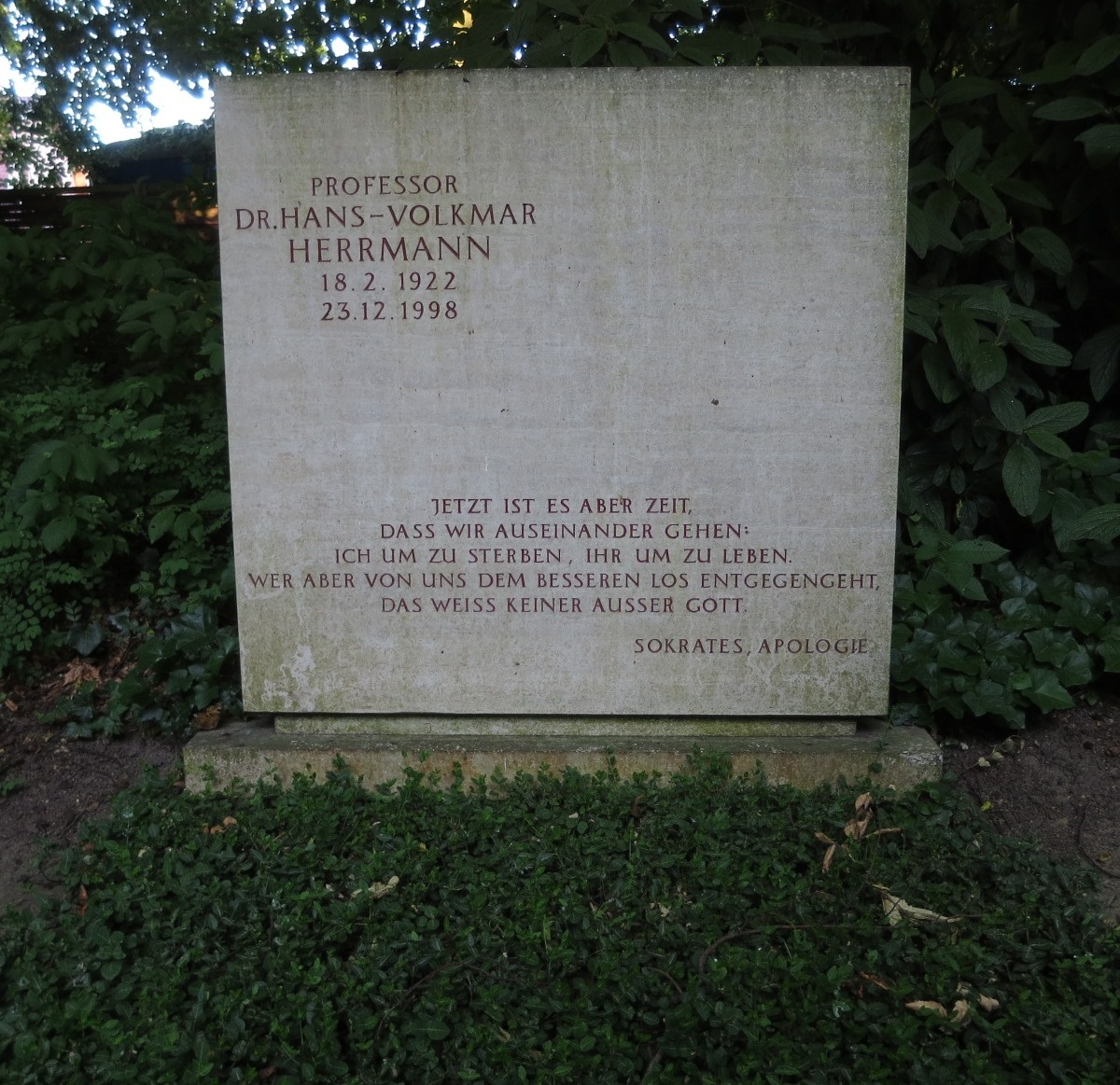
Grab auf dem Kölner Friedhof Junkersdorf

Hans-Volkmar Herrmann wurde auf dem Kölner Friedhof Junkersdorf beigesetzt. Herrmanns Nachlass befindet sich im Universitätsarchiv Köln.

## Schriften (Auswahl)
- Omphalos (= Orbis antiquus. 13, ISSN 0078-5555). Aschendorff, Münster 1959, (Zugleich: Münster, Universität, Dissertation, 1951: Omphalos, Grab und Altar.).
- Die Kessel der orientalisierenden Zeit. Band 1: Kesselattaschen und Reliefuntersätze. (= Olympische Forschungen, Band 6, ISSN 0474-1242), de Gruyter, Berlin u. a. 1966.
- Die Kessel der orientalisierenden Zeit. Band 2: Kesselprotomen und Stabdreifüsse. (= Olympische Forschungen, Band 11), de Gruyter, Berlin u. a. 1979, ISBN 3-11-007209-2.
- Olympia. Heiligtum und Wettkampfstätte. Hirmer, München 1972, ISBN 3-7774-2480-3.